# Liste des missions spatiales habitées entre 1987 et 1999
La liste des missions spatiales habitées entre 1987 et 1999 est une liste détaillée des vols spatiaux de 1987 à 1999, couvrant la fin du programme russe de stations spatiales Saliout, le développement de la station Mir, et le début de la station spatiale ISS.
- Orange signale les accidents mortels.
- Vert signale les vols suborbitaux.

| Suite de la Liste des missions spatiales habitées entre 1961 et 1986                                                                 |                                     |                                     |                                     |                                     | |
| Lancements de 1987 |                                     |                                     |                                     |                                     | |
| Alexander Laveykin | 7 février 1987 Soyouz TM-2          | Mir                                 | Mir                                 | 30 juillet 1987 Soyouz TM-2         | Rotation de l'équipage de Mir et maintenance. |
| Yuri V. Romanenko | 7 février 1987 Soyouz TM-2          | Mir                                 | Mir                                 | 29 décembre 1987 Soyouz TM-3        | Rotation de l'équipage de Mir et maintenance. |
| Alexander Viktorenko Mohammed Faris                                                                                                  | 22 juillet 1987 Soyouz TM-3         | Mir                                 | Mir                                 | 30 juillet 1987 Soyouz TM-2         | Rotation de l'équipage de Mir. Premier spationaute Syrien (Faris). |
| Alexander P. Alexandrov | 22 juillet 1987 Soyouz TM-3         | Mir                                 | Mir                                 | 29 décembre 1987 Soyouz TM-3        | Rotation de l'équipage de Mir. Premier spationaute Syrien (Faris). |
| Anatoli Levchenko | 21 décembre 1987 Soyouz TM-4        | Mir                                 | Mir                                 | 29 décembre 1987 Soyouz TM-3        | Rotation de l'équipage de Mir. Expériences de biologie et observations astronomiques. |
| Vladimir G. Titov Musa Manarov | 21 décembre 1987 Soyouz TM-4        | Mir                                 | Mir                                 | 21 décembre 1988 Soyouz TM-6        | Rotation de l'équipage de Mir. Expériences de biologie et observations astronomiques. |
| Lancements en 1988 |                                     |                                     |                                     |                                     | |
| Anatoly Solovyev Victor Savinykh Alexander Alexandrov                                                                                | 7 juin 1988 Soyouz TM-5             | Mir                                 | Mir                                 | 17 juin 1988 Soyouz TM-4            | |
| Vladimir A. Lyakhov Abdul Ahad Mohmand                                                                                               | 31 août 1988 Soyouz TM-6            | Mir                                 | Mir                                 | 7 septembre 1988 Soyouz TM-5        | Rotation de l'équipage de Mir. Premier spationaute Afghan (Mohmand). |
| Valeri Polyokov | 31 août 1988 Soyouz TM-6            | Mir                                 | Mir                                 | 27 avril 1989 Soyouz TM-7           | Rotation de l'équipage de Mir. Premier spationaute Afghan (Mohmand). |
| Frederick H. Hauck Richard O. Covey John M. Lounge George D. Nelson David C. Hilmers                                                 | 28 septembre 1988 STS-26, Discovery | 28 septembre 1988 STS-26, Discovery | 3 octobre 1988 STS-26, Discovery    | 3 octobre 1988 STS-26, Discovery    | Premier vol de navette après la catastrophe de la Navette spatiale Challenger. Déploiement du satellite TDRS-3. |
| Alexander Volkov Sergei Krikalev | 27 novembre 1988 Soyouz TM-7        | Mir                                 | Mir                                 | 27 avril 1989 Soyouz TM-7           | Rotation de l'équipage de Mir. Expérimentations de nouvelles technologies. Première EVA d'un spationaute européen (Chrétien). |
| Jean-Loup Chrétien | 27 novembre 1988 Soyouz TM-7        | Mir                                 | Mir                                 | 21 décembre 1988 Soyouz TM-6        | Rotation de l'équipage de Mir. Expérimentations de nouvelles technologies. Première EVA d'un spationaute européen (Chrétien). |
| Robert L. Gibson Guy S. Gardner Richard M. Mullane Jerry L. Ross William M. Shepherd                                                 | 2 décembre 1988 STS-27, Atlantis    | 2 décembre 1988 STS-27, Atlantis    | 6 décembre 1988 STS-27, Atlantis    | 6 décembre 1988 STS-27, Atlantis    | Mission classifiée pour le département de la Défense des États-Unis. |
| Lancements en 1989 |                                     |                                     |                                     |                                     | |
| Michael L. Coats John E. Blaha James P. Bagian James F. Buchli Robert C. Springer                                                    | 13 mars 1989 STS-29, Discovery      | 13 mars 1989 STS-29, Discovery      | 18 mars 1989 STS-29, Discovery      | 18 mars 1989 STS-29, Discovery      | Déploiement de TDRS-4. Expériences scientifiques diverses. |
| David M. Walker Ronald J. Grabe Norman E. Thagard Mary L. Cleave Mark C. Lee                                                         | 4 mai 1989 STS-30, Atlantis         | 4 mai 1989 STS-30, Atlantis         | 8 mai 1989 STS-30, Atlantis         | 8 mai 1989 STS-30, Atlantis         | Lancement de la sonde Magellan. |
| Brewster H. Shaw, Jr. Richard N. Richards James C. Adamson David C. Leestma Mark N. Brown                                            | 8 août 1989 STS-28, Columbia        | 8 août 1989 STS-28, Columbia        | 13 août 1989 STS-28, Columbia       | 13 août 1989 STS-28, Columbia       | Mission pour le département de la Défense des États-Unis. Charge utile classifiée, reportée être un satellite militaire de communications et de reconnaissance.                                                                   |
| Alexander Viktorenko Alexander A. Serebrov                                                                                           | 5 septembre 1989 Soyouz TM-8        | Mir                                 | Mir                                 | 19 février 1990 Soyouz TM-8         | Installation d'équipement sur Mir. |
| Donald E. Williams Michael J. McCulley Franklin R. Chang-Diaz Shannon W. Lucid Ellen S. Baker                                        | 18 octobre 1989 STS-34, Atlantis    | 18 octobre 1989 STS-34, Atlantis    | 23 octobre 1989 STS-34, Atlantis    | 23 octobre 1989 STS-34, Atlantis    | Lancement de la sonde Galileo. |
| Frederick D. Gregory John E. Blaha F. Story Musgrave Sonny Carter Kathryn C. Thornton                                                | 22 novembre 1989 STS-33, Discovery  | 22 novembre 1989 STS-33, Discovery  | 27 novembre 1989 STS-33, Discovery  | 27 novembre 1989 STS-33, Discovery  | Mission pour le département de la Défense des États-Unis. Charge utile classifiée, reportée être un satellite militaire de reconnaissance. Premier commandant de mission spatiale d'origine africaine.                            |
| Lancements en 1990 |                                     |                                     |                                     |                                     | |
| Daniel C. Brandenstein James D. Wetherbee Bonnie J. Dunbar G. David Low Marsha S. Ivins                                              | 9 janvier 1990 STS-32, Columbia     | 9 janvier 1990 STS-32, Columbia     | 20 janvier 1990 STS-32, Columbia    | 20 janvier 1990 STS-32, Columbia    | Déploimenent d'un satellite de communication. Récupération du Long Duration Exposure Facility (LDEF). |
| Anatoly Solovyev Alexander Balandin                                                                                                  | 11 février 1990 Soyouz TM-9         | Mir                                 | Mir                                 | 17 juillet 1990 Soyouz TM-9         | |
| John O. Creighton John H. Casper Richard M. Mullane David C. Hilmers Pierre J. Thuot                                                 | 28 février 1990 STS-36, Atlantis    | 28 février 1990 STS-36, Atlantis    | 4 mars 1990 STS-36, Atlantis        | 4 mars 1990 STS-36, Atlantis        | Mission classifiée pour le département de la Défense des États-Unis. |
| Loren J. Shriver Charles F. Bolden, Jr. Steven A. Hawley Bruce McCandless II Kathryn D. Sullivan                                     | 24 avril 1990 STS-31, Discovery     | 24 avril 1990 STS-31, Discovery     | 29 avril 1990 STS-31, Discovery     | 29 avril 1990 STS-31, Discovery     | Déploiement du Télescope spatial Hubble. |
| Gennadi M. Strekalov Gennadi Manakov                                                                                                 | 3 août 1990 Soyouz TM-10            | Mir                                 | Mir                                 | 10 décembre 1990 Soyouz TM-10       | |
| Richard N. Richards Robert D. Cabana William M. Shepherd Bruce E. Melnick Thomas D. Akers                                            | 6 octobre 1990 STS-41, Discovery    | 6 octobre 1990 STS-41, Discovery    | 10 octobre 1990 STS-41, Discovery   | 10 octobre 1990 STS-41, Discovery   | Lancement de la sonde Ulysses. Expériences scientifiques diverses. |
| Richard O. Covey Frank L. Culbertson, Jr. Robert C. Springer Carl J. Meade Charles D. Gemar                                          | 15 novembre 1990 STS-38, Atlantis   | 15 novembre 1990 STS-38, Atlantis   | 20 novembre 1990 STS-38, Atlantis   | 20 novembre 1990 STS-38, Atlantis   | Mission classifiée pour le département de la Défense des États-Unis. |
| Vance D. Brand Guy S. Gardner Jeffrey A. Hoffman John M. Lounge Robert A. Parker Samuel T. Durrance Ronald A. Parise                 | 2 décembre 1990 STS-35, Columbia    | 2 décembre 1990 STS-35, Columbia    | 10 décembre 1990 STS-35, Columbia   | 10 décembre 1990 STS-35, Columbia   | Observations astronomiques dans l'ultraviolet et les rayons X (observatoire ASTRO-1). |
| Viktor M. Afanasyev Musa Manarov | 2 décembre 1990 Soyouz TM-11        | Mir                                 | Mir                                 | 26 mai 1991 Soyouz TM-11            | Rotation de l'équipage de Mir. Premier spationaute japonais (Akiyama). |
| Toyohiro Akiyama | 2 décembre 1990 Soyouz TM-11        | Mir                                 | Mir                                 | 10 décembre 1990 Soyouz TM-10       | Rotation de l'équipage de Mir. Premier spationaute japonais (Akiyama). |
| Lancements en 1991 |                                     |                                     |                                     |                                     | |
| Steven R. Nagel Kenneth D. Cameron Jerry L. Ross Jay Apt Linda M. Godwin                                                             | 5 avril 1991 STS-37, Atlantis       | 5 avril 1991 STS-37, Atlantis       | 11 avril 1991 STS-37, Atlantis      | 11 avril 1991 STS-37, Atlantis      | Déploiement du Compton Gamma-Ray Observatory. |
| Michael L. Coats L. Blaine Hammond Guion S. Bluford Gregory J. Harbaugh Richard J. Hieb Donald R. McMonagle Charles L. Veach         | 28 avril 1991 STS-39, Discovery     | 28 avril 1991 STS-39, Discovery     | 6 mai 1991 STS-39, Discovery        | 6 mai 1991 STS-39, Discovery        | Mission pour le département de la Défense des États-Unis, en partie classifiée. Expériences scientifiques et observations diverses.                                                                                               |
| Helen Sharman | 18 mai 1991 Soyouz TM-12            | Mir                                 | Mir                                 | 26 mai 1991 Soyouz TM-11            | Rotation de l'équipage de Mir. Expériences biologiques. Sharman, première européenne et premier britannique en orbite. |
| Anatoli Artsebarsky | 18 mai 1991 Soyouz TM-12            | Mir                                 | Mir                                 | 10 octobre 1991 Soyouz TM-12        | Rotation de l'équipage de Mir. Expériences biologiques. Sharman, première européenne et premier britannique en orbite. |
| Sergei K. Krikalev | 18 mai 1991 Soyouz TM-12            | Mir                                 | Mir                                 | 25 mars 1992 Soyouz TM-13           | Rotation de l'équipage de Mir. Expériences biologiques. Sharman, première européenne et premier britannique en orbite. |
| Bryan D. O'Connor Sidney M. Gutierrez James P. Bagian Tamara E. Jernigan M. Rhea Seddon F. Drew Gaffney Millie-Hughes Fulford        | 5 juin 1991 STS-40, Columbia        | 5 juin 1991 STS-40, Columbia        | 14 juin 1991 STS-40, Columbia       | 14 juin 1991 STS-40, Columbia       | Spacelab missions d'étude sur les sciences de la vie, avec études sur les humains et les animaux. |
| John E. Blaha Michael A. Baker Shannon W. Lucid James C. Adamson G. David Low                                                        | 2 août 1991 STS-43, Atlantis        | 2 août 1991 STS-43, Atlantis        | 11 août 1991 STS-43, Atlantis       | 11 août 1991 STS-43, Atlantis       | Déploiement de Tracking and Data Relay Satellite-5. |
| John O. Creighton Kenneth S. Reightler, Jr. James F. Buchli Charles D. Gemar Mark N. Brown                                           | 12 septembre 1991 STS-48, Discovery | 12 septembre 1991 STS-48, Discovery | 18 septembre 1991 STS-48, Discovery | 18 septembre 1991 STS-48, Discovery | Déploiement de Upper Atmosphere Research Satellite (UARS). |
| Toktar Aubakirov Franz Viehböck | 2 octobre 1991 Soyouz TM-13         | Mir                                 | Mir                                 | 10 octobre 1991 Soyouz TM-12        | Rotation de l'équipage de Mir. Premier spationaute Kazakh (Aubakirov). Premier Autrichien dans l'espace (Vieböck). |
| Alexander Volkov | 2 octobre 1991 Soyouz TM-13         | Mir                                 | Mir                                 | 25 mars 1992 Soyouz TM-13           | Rotation de l'équipage de Mir. Premier spationaute Kazakh (Aubakirov). Premier Autrichien dans l'espace (Vieböck). |
| Frederick D. Gregory Terence T. Henricks F. Story Musgrave Mario Runco, Jr. James S. Voss Thomas J. Hennen                           | 24 novembre 1991 STS-44, Atlantis   | 24 novembre 1991 STS-44, Atlantis   | 1er décembre 1991 STS-44, Atlantis  | 1er décembre 1991 STS-44, Atlantis  | Mission pour le département de la Défense des États-Unis. Déploiement de Defense Support Program (DSP) satellite. |
| Lancements en 1992 |                                     |                                     |                                     |                                     | |
| Ronald J. Grabe Stephen S. Oswald Norman E. Thagard David C. Hilmers William F. Readdy Roberta Bondar Ulf Merbold                    | 22 janvier 1992 STS-42, Discovery   | 22 janvier 1992 STS-42, Discovery   | 30 janvier 1992 STS-42, Discovery   | 30 janvier 1992 STS-42, Discovery   | International Microgravity Laboratory-1 (IML-1); life sciences and materials processing experiments. Première spationaute Canadienne (Bondar).                                                                                    |
| Klaus-Dietrich Flade | 17 mars 1992 Soyouz TM-14           | Mir                                 | Mir                                 | 25 mars 1992 Soyouz TM-13           | Premier vol Soyouz depuis la chute de l'URSS. |
| Alexander Viktorenko Alexander Kaleri                                                                                                | 17 mars 1992 Soyouz TM-14           | Mir                                 | Mir                                 | 10 août 1992 Soyouz TM-14           | Premier vol Soyouz depuis la chute de l'URSS. |
| Charles F. Bolden Brian Duffy Kathryn D. Sullivan David C. Leestma C. Michael Foale Byron K. Lichtenberg Dirk D. Frimout             | 24 mars 1992 STS-45, Atlantis       | 24 mars 1992 STS-45, Atlantis       | 2 avril 1992 STS-45, Atlantis       | 2 avril 1992 STS-45, Atlantis       | Atmospheric Laboratory for Applications and Science (ATLAS-1): international experiments in atmospheric and astronomical research. Premier spationaute belge (Frimout) après Tintin.                                              |
| Daniel C. Brandenstein Kevin P. Chilton Pierre Thuot Kathryn C. Thornton Richard J. Hieb Thomas D. Akers Bruce E. Melnick            | 7 mai 1992 STS-49, Endeavour        | 7 mai 1992 STS-49, Endeavour        | 16 mai 1992 STS-49, Endeavour       | 16 mai 1992 STS-49, Endeavour       | Retrieval and redeployment of INTELSAT VI (F-3) satellite. Demonstration of maintenance and assembly capabilities for Space Station Freedom.                                                                                      |
| Richard N. Richards Kenneth D. Bowersox Bonnie J. Dunbar Lawrence J. DeLucas Ellen S. Baker Carl J. Meade Eugene H. Trinh            | 25 juin 1992 STS-50, Columbia       | 25 juin 1992 STS-50, Columbia       | 9 juillet 1992 STS-50, Columbia     | 9 juillet 1992 STS-50, Columbia     | United States Microgravity Laboratory-I (USML-1): various microgravity experiments. |
| Michel Tognini | 27 juillet 1992 Soyouz TM-15        | Mir                                 | Mir                                 | 10 août 1992 Soyouz TM-14           | Rotation de l'équipage de Mir. |
| Anatoly Solovyev Sergueï Avdeïev | 27 juillet 1992 Soyouz TM-15        | Mir                                 | Mir                                 | 1er février 1993 Soyouz TM-15       | Rotation de l'équipage de Mir. |
| Loren J. Shriver Andrew M. Allen Jeffrey A. Hoffman Franklin R. Chang-Diaz Claude Nicollier Marsha S. Ivins Franco Malerba           | 31 juillet 1992 STS-46, Atlantis    | 31 juillet 1992 STS-46, Atlantis    | 8 août 1992 STS-46, Atlantis        | 8 août 1992 STS-46, Atlantis        | Deployment of ESA's European Retrievable Carrier (EURECA). Deployment of joint NASA/Italian Space Agency Tethered Satellite System (TSS) (failed). Premier spationaute suisse (Nicollier). Premier spationaute italien (Malerba). |
| Robert L. Gibson Curtis L. Brown Mark C. Lee Nancy Jan Davis Jay Apt Mae C. Jemison Mamoru Mohri                                     | 12 septembre 1992 STS-47, Endeavour | 12 septembre 1992 STS-47, Endeavour | 20 septembre 1992 STS-47, Endeavour | 20 septembre 1992 STS-47, Endeavour | 50e mission d'une navette spatiale. Joint NASA and NASDA (Japanese space agency) mission; conducted microgravity investigations in materials and life sciences. First African-American woman in space (Jemison).                  |
| James B. Wetherbee Michael A. Baker Charles L. Veach William M. Shepherd Tamara Jernigan Steven MacLean                              | 22 octobre 1992 STS-52, Columbia    | 22 octobre 1992 STS-52, Columbia    | 1er novembre 1992 STS-52, Columbia  | 1er novembre 1992 STS-52, Columbia  | Deployment of Laser Geodynamic Satellite II (LAGEOS-II). US Microgravity Payload-1 (USMP-1): physics experiments. |
| David M. Walker Robert D. Cabana Guion S. Bluford James S. Voss Michael R. Clifford                                                  | 2 décembre 1992 STS-53, Discovery   | 2 décembre 1992 STS-53, Discovery   | 9 décembre 1992 STS-53, Discovery   | 9 décembre 1992 STS-53, Discovery   | Classified US Department of Defense primary payload, reportedly a reconnaissance satellite. Miscellaneous unclassified science experiments.                                                                                       |
| Lancements en 1993 |                                     |                                     |                                     |                                     | |
| John H. Casper Donald R. McMonagle Mario Runco, Jr. Gregory J. Harbaugh Susan J. Helms                                               | 13 janvier 1993 STS-54, Endeavour   | 13 janvier 1993 STS-54, Endeavour   | 19 janvier 1993 STS-54, Endeavour   | 19 janvier 1993 STS-54, Endeavour   | Deployment of fifth Tracking and Data Relay Satellite (TDRS-F). Diffuse X-ray Spectrometer (DXS) and microgravity experiments. |
| Gennadi Manakov Alexander Poleshchuk                                                                                                 | 24 janvier 1993 Soyouz TM-16        | Mir                                 | Mir                                 | 22 juillet 1993 Soyouz TM-16        | Tests des systèmes d'amarrage. |
| Kenneth D. Cameron Stephen S. Oswald C. Michael Foale Kenneth D. Cockrell Ellen Ochoa                                                | 8 avril 1993 STS-56, Discovery      | 8 avril 1993 STS-56, Discovery      | 17 avril 1993 STS-56, Discovery     | 17 avril 1993 STS-56, Discovery     | Atmospheric Laboratory for Applications and Science-2 (ATLAS-2). Atmospheric and solar science research. |
| Steven R. Nagel Terence T. Henricks Jerry L. Ross Charles J. Precourt Bernard A. Harris Jr. Ulrich Walter Hans Schlegel              | 26 avril 1993 STS-55, Columbia      | 26 avril 1993 STS-55, Columbia      | 6 mai 1993 STS-55, Columbia         | 6 mai 1993 STS-55, Columbia         | German-sponsored Spacelab flight: miscellaneous science experiments. |
| Ronald J. Grabe Brian Duffy G. David Low Nancy J. Currie Peter Wisoff Janice E. Voss                                                 | 21 juin 1993 STS-57, Endeavour      | 21 juin 1993 STS-57, Endeavour      | 1er juillet 1993 STS-57, Endeavour  | 1er juillet 1993 STS-57, Endeavour  | First SPACEHAB flight: biomedical and materials sciences experiments. |
| Jean-Pierre Haigneré | 2 juillet 1993 Soyouz TM-17         | Mir                                 | Mir                                 | 22 juillet 1993 Soyouz TM-16        | Rotation de l'équipage de Mir. |
| Vassili Tsibliev Alexander A. Serebrov                                                                                               | 2 juillet 1993 Soyouz TM-17         | Mir                                 | Mir                                 | 13 janvier 1994 Soyouz TM-17        | Rotation de l'équipage de Mir. |
| Frank L. Culbertson, Jr. William F. Readdy James H. Newman Daniel W. Bursch Carl E. Walz                                             | 12 septembre 1993 STS-51, Discovery | 12 septembre 1993 STS-51, Discovery | 22 septembre 1993 STS-51, Discovery | 22 septembre 1993 STS-51, Discovery | Deployment of Advanced Communications Technology Satellite (ACTS). Ultraviolet astronomical observations. |
| John E. Blaha Richard A. Searfoss M. Rhea Seddon William S. McArthur, Jr. David A. Wolf Shannon Lucid Martin Fettman                 | 18 octobre 1993 STS-58, Columbia    | 18 octobre 1993 STS-58, Columbia    | 1er novembre 1993 STS-58, Columbia  | 1er novembre 1993 STS-58, Columbia  | Spacelab life sciences mission. |
| Richard O. Covey Kenneth D. Bowersox F. Story Musgrave Kathryn C. Thornton Claude Nicollier Jeffrey A. Hoffman Thomas D. Akers       | 2 décembre 1993 STS-61, Endeavour   | 2 décembre 1993 STS-61, Endeavour   | 13 décembre 1993 STS-61, Endeavour  | 13 décembre 1993 STS-61, Endeavour  | Première mission de maintenance du Télescope spatial Hubble. |
| Lancements en 1994 |                                     |                                     |                                     |                                     | |
| Viktor Afanassiev Iouri Oussatchiov                                                                                                  | 8 janvier 1994 Soyouz TM-18         | Mir                                 | Mir                                 | 9 juillet 1994 Soyouz TM-18         | Rotation de l'équipage de Mir. |
| Valeri Poliakov | 8 janvier 1994 Soyouz TM-18         | Mir                                 | Mir                                 | 22 mars 1995 Soyouz TM-20           | Rotation de l'équipage de Mir. |
| Charles F. Bolden Kenneth S. Reightler, Jr. Nancy Jan Davis Ronald M. Sega Franklin R. Chang-Diaz Sergueï Krikaliov                  | 3 février 1994 STS-60, Discovery    | 3 février 1994 STS-60, Discovery    | 11 février 1994 STS-60, Discovery   | 11 février 1994 STS-60, Discovery   | SPACEHAB-2: materials science and life sciences investigations. Wake Shield Facility-1 deployment. Medical and radiological investigations. Premier russe à voler à bord d'une navette spatiale américaine (Krikalev).            |
| John H. Casper Andrew M. Allen Pierre Thuot Charles D. Gemar Marsha Ivins                                                            | 4 mars 1994 STS-62, Columbia        | 4 mars 1994 STS-62, Columbia        | 18 mars 1994 STS-62, Columbia       | 18 mars 1994 STS-62, Columbia       | Expériences scientifiques diverses. |
| Sidney M. Gutierrez Kevin P. Chilton Linda Godwin Jay Apt Michael R. Clifford Thomas D. Jones                                        | 9 avril 1994 STS-59, Endeavour      | 9 avril 1994 STS-59, Endeavour      | 20 avril 1994 STS-59, Endeavour     | 20 avril 1994 STS-59, Endeavour     | Radar mapping of Earth and atmospheric research. |
| Iouri Malentchenko Talgat Moussabaïev                                                                                                | 3 juillet 1994 Soyouz TM-19         | Mir                                 | Mir                                 | 4 novembre 1994 Soyouz TM-19        | Medical and materials science experiments. Maintenance et réparation de la station Mir. |
| Robert D. Cabana James D. Halsell Richard J. Hieb Carl E. Walz Leroy Chiao Donald A. Thomas Chiaki Naito-Mukai                       | 8 juillet 1994 STS-65, Columbia     | 8 juillet 1994 STS-65, Columbia     | 23 juillet 1994 STS-65, Columbia    | 23 juillet 1994 STS-65, Columbia    | International Microgravity Laboratory-2: miscellaneous microgravity experiments. Première spationaute japonaise (Naito-Mukai). |
| Richard N. Richards L. Blaine Hammond Jerry M. Linenger Susan J. Helms Carl J. Meade Mark C. Lee                                     | 9 septembre 1994 STS-64, Discovery  | 9 septembre 1994 STS-64, Discovery  | 20 septembre 1994 STS-64, Discovery | 20 septembre 1994 STS-64, Discovery | Atmospheric and solar observations. |
| Michael A. Baker Terrence W. Wilcutt Thomas D. Jones Steven L. Smith Daniel W. Bursch Peter Wisoff                                   | 30 septembre 1994 STS-68, Endeavour | 30 septembre 1994 STS-68, Endeavour | 11 octobre 1994 STS-68, Endeavour   | 11 octobre 1994 STS-68, Endeavour   | Radar imaging of Earth. |
| Ulf Merbold | 4 octobre 1994 Soyouz TM-20         | Mir                                 | Mir                                 | 4 novembre 1994 Soyouz TM-19        | Rotation de l'équipage de Mir. |
| Alexander Viktorenko Elena Kondakova                                                                                                 | 4 octobre 1994 Soyouz TM-20         | Mir                                 | Mir                                 | 22 mars 1995 Soyouz TM-20           | Rotation de l'équipage de Mir. |
| Donald R. McMonagle Curtis Brown Ellen Ochoa Scott E. Parazynski Joseph R. Tanner Jean-François Clervoy                              | 3 novembre 1994 STS-66, Atlantis    | 3 novembre 1994 STS-66, Atlantis    | 14 novembre 1994 STS-66, Atlantis   | 14 novembre 1994 STS-66, Atlantis   | Atmospheric research. |
| Lancements en 1995 |                                     |                                     |                                     |                                     | |
| James D. Wetherbee Eileen M. Collins C. Michael Foale Janice E. Voss Bernard A. Harris Jr. Vladimir Titov                            | 3 février 1995 STS-63, Discovery    | 3 février 1995 STS-63, Discovery    | 11 février 1995 STS-63, Discovery   | 11 février 1995 STS-63, Discovery   | Rendezvous maneuver with Mir. Première femme pilote (Collins). SPACEHAB-3: miscellaneous science experiments. First EVA by an African-American astronaut (Harris).                                                                |
| Stephen S. Oswald William G. Gregory Tamara Jernigan John M. Grunsfeld Wendy B. Lawrence Ronald A. Parise Samuel T. Durrance         | 2 mars 1995 STS-67, Endeavour       | 2 mars 1995 STS-67, Endeavour       | 18 mars 1995 STS-67, Endeavour      | 18 mars 1995 STS-67, Endeavour      | Ultraviolet astronomy studies. |
| Norman E. Thagard Vladimir Dejourov Gennady Strekalov                                                                                | 14 mars 1995 Soyouz TM-21           | Mir                                 | Mir                                 | 7 juillet 1995 STS-71, Atlantis     | Première visite d'un Américain sur Mir (Thagard). |
| Robert L. Gibson Charles J. Precourt Ellen S. Baker Bonnie J. Dunbar Gregory J. Harbaugh                                             | 27 juin 1995 STS-71, Atlantis       | Mir                                 | Mir                                 | 7 juillet 1995 STS-71, Atlantis     | Premier amarrage Navette-Mir. Biomedical experiments. Rotation de l'équipage de Mir et réapprovisionnement. |
| Anatoly Solovyev Nikolai Budarin | 27 juin 1995 STS-71, Atlantis       | Mir                                 | Mir                                 | 11 septembre 1995 Soyouz TM-21      | Premier amarrage Navette-Mir. Biomedical experiments. Rotation de l'équipage de Mir et réapprovisionnement. |
| Terence T. Henricks Kevin R. Kregel Nancy Currie Donald A. Thomas Mary Weber                                                         | 13 juillet 1995 STS-70, Discovery   | 13 juillet 1995 STS-70, Discovery   | 22 juillet 1995 STS-70, Discovery   | 22 juillet 1995 STS-70, Discovery   | Deployment of 7th Tracking and Data Relay Satellite (TDRS). Biological and biomedical studies. |
| Sergueï Avdeïev Iouri Guidzenko Thomas Reiter                                                                                        | 5 septembre 1995 Soyouz TM-22       | Mir                                 | Mir                                 | 29 février 1996 Soyouz TM-22        | Rotation de l'équipage de Mir. première EVA par un cosmonaute allemand (Reiter). |
| David M. Walker Kenneth Cockrell James S. Voss James H. Newman Michael L. Gernhardt                                                  | 7 septembre 1995 STS-69, Endeavour  | 7 septembre 1995 STS-69, Endeavour  | 18 septembre 1995 STS-69, Endeavour | 18 septembre 1995 STS-69, Endeavour | Solar observations. Wake Shield Facility-2 deployment. |
| Kenneth D. Bowersox Kent V. Rominger Kathryn C. Thornton Catherine G. Coleman Michael López-Alegría Fred W. Leslie Albert Sacco, Jr. | 20 octobre 1995 STS-73, Columbia    | 20 octobre 1995 STS-73, Columbia    | 5 novembre 1995 STS-73, Columbia    | 5 novembre 1995 STS-73, Columbia    | Microgravity experiments. |
| Kenneth D. Cameron James D. Halsell Jerry L. Ross William S. McArthur, Jr. Chris A. Hadfield                                         | 12 novembre 1995 STS-74, Atlantis   | Mir                                 | Mir                                 | 20 novembre 1995 STS-74, Atlantis   | Second Shuttle-Mir docking. Delivery of Russian docking module and solar arrays. |
| Lancements en 1996 |                                     |                                     |                                     |                                     | |
| Brian Duffy Brent W. Jett Leroy Chiao Daniel T. Barry Winston Scott Kōichi Wakata                                                    | 11 janvier 1996 STS-72, Endeavour   | 11 janvier 1996 STS-72, Endeavour   | 20 janvier 1996 STS-72, Endeavour   | 20 janvier 1996 STS-72, Endeavour   | Capture and return to Earth of Space Flyer Unit (Japanese microgravity research spacecraft). |
| Iouri Onoufrienko Iouri Oussatchiov                                                                                                  | 21 février 1996 Soyouz TM-23        | Mir                                 | Mir                                 | 2 septembre 1996 Soyouz TM-23       | |
| Andrew M. Allen Scott J. Horowitz Franklin R. Chang-Diaz Maurizio Cheli Jeffrey A. Hoffman Claude Nicollier Umberto Guidoni          | 22 février 1996 STS-75, Columbia    | 22 février 1996 STS-75, Columbia    | 9 mars 1996 STS-75, Columbia        | 9 mars 1996 STS-75, Columbia        | Deployment of Tethered Satellite System (TSS-1R) (reflight, partial success). Recherche sur la microgravité. |
| Kevin P. Chilton Richard A. Searfoss Linda Godwin Michael R. Clifford Ronald M. Sega                                                 | 22 mars 1996 STS-76, Atlantis       | Mir                                 | Mir                                 | 31 mars 1996 STS-76, Atlantis       | Rotation de l'équipage de Mir et réapprovisionnement. Première américaine sur Mir (Lucid). |
| Shannon Lucid | 22 mars 1996 STS-76, Atlantis       | Mir                                 | Mir                                 | 26 septembre 1996 STS-79, Atlantis  | Rotation de l'équipage de Mir et réapprovisionnement. Première américaine sur Mir (Lucid). |
| John H. Casper Curtis Brown Daniel W. Bursch Mario Runco, Jr. Marc Garneau Andrew Thomas                                             | 19 mai 1996 STS-77, Endeavour       | 19 mai 1996 STS-77, Endeavour       | 29 mai 1996 STS-77, Endeavour       | 29 mai 1996 STS-77, Endeavour       | SPACEHAB-4: miscellaneous science experiments. Deployment of Spartan-207/IAE (Inflatable Antenna Experiment) satellite. Rendezvous with experimental satellite.                                                                   |
| Terence T. Henricks Kevin R. Kregel Susan J. Helms Richard M. Linnehan Charles E. Brady, Jr. Jean-Jacques Favier Robert Brent Thirsk | 20 juin 1996 STS-78, Columbia       | 20 juin 1996 STS-78, Columbia       | 7 juillet 1996 STS-78, Columbia     | 7 juillet 1996 STS-78, Columbia     | Recherches en physiologie et sciences de la vie. |
| Valeri Korzoune Alexander Kaleri | 18 août 1996 Soyouz TM-24           | Mir                                 | Mir                                 | 2 mars 1997 Soyouz TM-24            | Rotation de l'équipage de Mir. Expériences biologiques et médicales. Première spationaute française (Andre-Deshays). |
| Claudie Andre-Deshays | 18 août 1996 Soyouz TM-24           | Mir                                 | Mir                                 | 2 septembre 1996 Soyouz TM-23       | Rotation de l'équipage de Mir. Expériences biologiques et médicales. Première spationaute française (Andre-Deshays). |
| William F. Readdy Terrence W. Wilcutt Thomas D. Akers Jay Apt Carl E. Walz                                                           | 16 septembre 1996 STS-79, Atlantis  | Mir                                 | Mir                                 | 26 septembre 1996 STS-79, Atlantis  | Rotation de l'équipage de Mir et réapprovisionnement. Expériences scientifiques diverses. |
| John E. Blaha | 16 septembre 1996 STS-79, Atlantis  | Mir                                 | Mir                                 | 22 janvier 1997 STS-81, Atlantis    | Rotation de l'équipage de Mir et réapprovisionnement. Expériences scientifiques diverses. |
| Kenneth D. Cockrell Kent V. Rominger Tamara Jernigan Thomas D. Jones F. Story Musgrave                                               | 19 novembre 1996 STS-80, Columbia   | 19 novembre 1996 STS-80, Columbia   | 7 décembre 1996 STS-80, Columbia    | 7 décembre 1996 STS-80, Columbia    | Deployment and retrieval of Wake Shield Facility and German-built Orbiting and Retrievable Far and Extreme Ultraviolet Spectrograph-Shuttle Pallet Satellite II (ORFEUS-SPAS II).                                                 |
| Lancements en 1997 |                                     |                                     |                                     |                                     | |
| Michael A. Baker Brent W. Jett John M. Grunsfeld Marsha Ivins Peter Wisoff                                                           | 12 janvier 1997 STS-81, Atlantis    | Mir                                 | Mir                                 | 22 janvier 1997 STS-81, Atlantis    | Rotation de l'équipage de Mir et réapprovisionnement. |
| Jerry M. Linenger | 12 janvier 1997 STS-81, Atlantis    | Mir                                 | Mir                                 | 24 mai 1997 STS-84, Atlantis        | Rotation de l'équipage de Mir et réapprovisionnement. |
| Vassili Tsibliev Aleksander Lazutkin                                                                                                 | 10 février 1997 Soyouz TM-25        | Mir                                 | Mir                                 | 14 août 1997 Soyouz TM-25           | Rotation de l'équipage de Mir et réapprovisionnement. |
| Reinhold Ewald | 10 février 1997 Soyouz TM-25        | Mir                                 | Mir                                 | 2 mars 1997 Soyouz TM-24            | Rotation de l'équipage de Mir et réapprovisionnement. |
| Kenneth D. Bowersox Scott J. Horowitz Mark C. Lee Steven A. Hawley Gregory J. Harbaugh Steven L. Smith Joseph R. Tanner              | 11 février 1997 STS-82, Discovery   | 11 février 1997 STS-82, Discovery   | 21 février 1997 STS-82, Discovery   | 21 février 1997 STS-82, Discovery   | Mission d'entretion du Télescope spatial Hubble. |
| James D. Halsell Susan L. Still Janice E. Voss Donald A. Thomas Michael L. Gernhardt Roger Crouch Greg Linteris                      | 4 avril 1997 STS-83, Columbia       | 4 avril 1997 STS-83, Columbia       | 8 avril 1997 STS-83, Columbia       | 8 avril 1997 STS-83, Columbia       | Expériences en microgravité. Mission écourtée due à un problème sur une pile à combustible. |
| Charles J. Precourt Eileen M. Collins Jean-François Clervoy Carlos I. Noriega Edward T. Lu Elena Kondakova                           | 15 mai 1997 STS-84, Atlantis        | Mir                                 | Mir                                 | 24 mai 1997 STS-84, Atlantis        | Rotation de l'équipage de Mir et réapprovisionnement. Première EVA conjointe russo-américaine. |
| C. Michael Foale | 15 mai 1997 STS-84, Atlantis        | Mir                                 | Mir                                 | 6 octobre 1997 STS-86, Atlantis     | Rotation de l'équipage de Mir et réapprovisionnement. Première EVA conjointe russo-américaine. |
| James D. Halsell Susan L. Still Janice E. Voss Donald A. Thomas Michael L. Gernhardt Roger Crouch Greg Linteris                      | 1er juillet 1997 STS-94, Columbia   | 1er juillet 1997 STS-94, Columbia   | 17 juillet 1997 STS-94, Columbia    | 17 juillet 1997 STS-94, Columbia    | Expériences en microgravité; réédition vu vol STS-83 écourté. |
| Anatoly Solovyev Pavel Vinogradov | 6 août 1997 Soyouz TM-26            | Mir                                 | Mir                                 | 19 février 1998 Soyouz TM-26        | Réparations sur Mir. |
| Curtis Brown Kent V. Rominger Nancy Jan Davis Robert Curbeam Stephen K. Robinson Bjarni Tryggvason                                   | 7 août 1997 STS-85, Discovery       | 7 août 1997 STS-85, Discovery       | 19 août 1997 STS-85, Discovery      | 19 août 1997 STS-85, Discovery      | Recherche atmosphérique. |
| James D. Wetherbee Michael J. Bloomfield Vladimir Titov Scott E. Parazynski Jean-Loup Chrétien Wendy B. Lawrence                     | 25 septembre 1997 STS-86, Atlantis  | Mir                                 | Mir                                 | 6 octobre 1997 STS-86, Atlantis     | Rotation de l'équipage de Mir et réapprovisionnement. |
| David A. Wolf | 25 septembre 1997 STS-86, Atlantis  | Mir                                 | Mir                                 | 31 janvier 1998 STS-89, Endeavour   | Rotation de l'équipage de Mir et réapprovisionnement. |
| Steven Lindsey Kevin R. Kregel Winston Scott Kalpana Chawla Takao Doi Leonid Kadeniouk                                               | 19 novembre 1997 STS-87, Columbia   | 19 novembre 1997 STS-87, Columbia   | 5 décembre 1997 STS-87, Columbia    | 5 décembre 1997 STS-87, Columbia    | Diverses expériences scientifiques. Première EVA japonaise (Doi). Premier ukrainien dans l'espace (Kadenyuk). |
| Lancements en 1998 |                                     |                                     |                                     |                                     | |
| Terrence W. Wilcutt Joe F. Edwards, Jr. Bonnie J. Dunbar Michael P. Anderson James F. Reilly, II Salijan Charipov                    | 22 janvier 1998 STS-89, Endeavour   | Mir                                 | Mir                                 | 31 janvier 1998 STS-89, Endeavour   | Rotation de l'équipage de Mir et réapprovisionnement. Premier spationaute Ouzbek (Sharipov). |
| Andrew Thomas | 22 janvier 1998 STS-89, Endeavour   | Mir                                 | Mir                                 | 12 juin 1998 STS-91, Discovery      | Rotation de l'équipage de Mir et réapprovisionnement. Premier spationaute Ouzbek (Sharipov). |
| Léopold Eyharts | 29 janvier 1998 Soyouz TM-27        | Mir                                 | Mir                                 | 19 février 1998 Soyouz TM-26        | Rotation de l'équipage de Mir. |
| Talgat Moussabaïev Nikolai Budarin                                                                                                   | 29 janvier 1998 Soyouz TM-27        | Mir                                 | Mir                                 | 25 août 1998 Soyouz TM-27           | Rotation de l'équipage de Mir. |
| Richard A. Searfoss Scott Douglas Altman Richard M. Linnehan Dafydd Rhys Williams Kathryn P. Hire Jay C. Buckley James A. Pawelzyk   | 17 avril 1998 STS-90, Columbia      | 17 avril 1998 STS-90, Columbia      | 3 mai 1998 STS-90, Columbia         | 3 mai 1998 STS-90, Columbia         | Rechechres en neuroscience. Dernière mission du Spacelab. |
| Charles J. Precourt Dominic L. Gorie Wendy B. Lawrence Franklin R. Chang-Diaz Janet L. Kavandi Valeri Rioumine                       | 2 juin 1998 STS-91, Discovery       | Mir                                 | Mir                                 | 12 juin 1998 STS-91, Discovery      | Dernier amarrage Navette-Mir; Rotation de l'équipage de Mir et réapprovisionnement. Recherches en astrophysique. |
| Iouri Batourine | 15 août 1998 Soyouz TM-28           | Mir                                 | Mir                                 | 25 août 1998 Soyouz TM-27           | Rotation de l'équipage de Mir. |
| Gennady Padalka | 15 août 1998 Soyouz TM-28           | Mir                                 | Mir                                 | 28 février 1999 Soyouz TM-28        | Rotation de l'équipage de Mir. |
| Sergueï Avdeïev | 15 août 1998 Soyouz TM-28           | Mir                                 | Mir                                 | 28 août 1999 Soyouz TM-29           | Rotation de l'équipage de Mir. |
| Curtis L. Brown Steven Lindsey Scott E. Parazynski Stephen K. Robinson Pedro Duque Chiaki Mukai John Glenn                           | 29 octobre 1998 STS-95, Discovery   | 29 octobre 1998 STS-95, Discovery   | 7 novembre 1998 STS-95, Discovery   | 7 novembre 1998 STS-95, Discovery   | Miscellaneous scientific experiments. Premier spationaute espagnol (Duque). John Glenn vole de nouveau à l'âge de 77 ans. |
| Robert D. Cabana Frederick W. Sturckow Nancy J. Currie Jerry Lynn Ross James H. Newman Sergueï Krikaliov                             | 4 décembre 1998 STS-88, Endeavour   | ISS                                 | ISS                                 | 15 décembre 1998 STS-88, Endeavour  | Première mission d'assemblage de l'ISS. Livraison du module Unity. |
| Lancements en 1999 |                                     |                                     |                                     |                                     | |
| Ivan Bella | 20 février 1999 Soyouz TM-29        | Mir                                 | Mir                                 | 28 février 1999 Soyouz TM-28        | Rotation de l'équipage de Mir. Premier spationaute slovaque (Bella). |
| Viktor Afanassiev Jean-Pierre Haigneré                                                                                               | 20 février 1999 Soyouz TM-29        | Mir                                 | Mir                                 | 28 août 1999 Soyouz TM-29           | Rotation de l'équipage de Mir. Premier spationaute slovaque (Bella). |
| Kent Rominger Rick Husband Ellen Ochoa Tamara Jernigan Daniel T. Barry Julie Payette Valeri Ivanovitch Tokarev                       | 27 mai 1999 STS-96, Discovery       | ISS                                 | ISS                                 | 6 juin 1999 STS-96, Discovery       | Second ISS flight; assemblage de l'ISS et réapprovisionnement. |
| Eileen M. Collins Jeffrey S. Ashby Steven A. Hawley Catherine G. Coleman Michel Tognini                                              | 23 juillet 1999 STS-93, Columbia    | 23 juillet 1999 STS-93, Columbia    | 27 juillet 1999 STS-93, Columbia    | 27 juillet 1999 STS-93, Columbia    | Deployment of Chandra X-ray Observatory. Premier commandant de mission féminin(Collins). |
| Curtis L. Brown Scott Kelly Steven L. Smith C. Michael Foale John Grunsfeld Claude Nicollier Jean-François Clervoy                   | 19 décembre 1999 STS-103, Discovery | 19 décembre 1999 STS-103, Discovery | 27 décembre 1999 STS-103, Discovery | 27 décembre 1999 STS-103, Discovery | Maintenance du Télescope spatial Hubble. |
| Suite : Liste des missions spatiales habitées entre 2000 et 2010                                                                     |                                     |                                     |                                     |                                     | |